# ハヌマーン (小惑星)
ハヌマーン（英語：2211 Hanuman）は小惑星帯に位置する小惑星。アメリカの天文学者リーランド・カニンガムがウィルソン山天文台で発見した。
名前はインドの古典叙事詩『ラーマーヤナ』に登場する、神通力を有した神猿ハヌマーンから命名された。